# Nutella
Ne doit pas être confondu avec Gnutella.
Nutella est une marque de pâte à tartiner créée le 20 avril 1964 en Italie dans la région du Piémont par la société d'industrie agroalimentaire italienne Ferrero. Elle est composée de sucre, d'huile de palme, de noisettes, de cacao, de lait, de lactosérum et d'émulsifiants.
Cette marque domine le marché mondial de la pâte à tartiner. En France, elle représente environ les trois-quarts du marché de la pâte à tartiner.

## Historique
Le Nutella est un dérivé du gianduja[réf. souhaitée], une pâte de chocolat et de noisettes finement broyées que les pâtissiers de Turin auraient inventée pendant le blocus continental ordonné par Napoléon contre les produits d'importation anglaise, qui rendait l'approvisionnement en cacao encore plus difficile et coûteux.
L'utilisation de noisettes dans une recette au chocolat a été à nouveau favorisée par les circonstances économiques de l'après Seconde Guerre mondiale, époque où les fèves de cacao sont rares et chères. Pietro Ferrero, pâtissier à Alba, cherche un nouvel aliment pour lutter contre la sous-nutrition des enfants. Il a l'idée de créer un pain de chocolat fortifiant dans lequel il remplace en partie les fèves de cacao par des noisettes produites abondamment par les paysans dans les collines du Piémont. Avec son frère Giovanni, il met au point un mélange d'huile végétale sucrée avec une poignée de noisettes, une pincée de poudre de cacao et du lait écrémé en poudre pour obtenir une sorte de pain dur au chocolat à couper au couteau et enveloppé d'une feuille d'aluminium : c'est la « pasta gianduja », baptisée « Giandujot », apparue en 1946 et que les mères peuvent couper pour faire des sandwiches à leurs enfants.
Face à la demande, Pietro, son épouse Piera Cillario et Giovanni décident de s'industrialiser : ils ouvrent une usine de confiserie au bord de la rivière Tanaro et enregistrent à la Chambre de commerce de Coni la société « Ferrero » le 14 mai 1946, date officielle de la naissance de l'entreprise agroalimentaire italienne.
Selon la petite histoire colportée par l'entreprise, durant l'été caniculaire de 1949, les pains de glace, alors seuls réfrigérants des banques froides des pâtissiers, ne parviennent pas à conserver le chocolat assez dur. Le fils de Pietro, décédé le 4 mars 2015, Michele Ferrero, décide alors de le vendre tel quel dans des petits pots de verre fermés par un couvercle en plastique. L'engouement est immédiat, si bien que Michele décide de transformer le « Giandujot » en une pâte sucrée au chocolat et aux noisettes à la texture crémeuse (rajoutant du beurre de cacao pour que la texture ne durcisse plus) qui peut être tartinée sur du pain. Elle est d'abord commercialisée sous le nom de « Gianduja », puis de « Supercrema » en 1951, se diffusant en Europe.
En 1959, Ferrero s'implante en France en rachetant, par sa filiale Dulcea SA, une ancienne usine textile, Prevost & Grenier, située à Villers-Écalles. La fabrication débute en 1960 avec des confiseries sous la marque Mon Chéri.
En 1963, Michele Ferrero décide de retirer des ventes Supercrema pour le remplacer par Tartinoise, un produit équivalent commercialisé en Europe. Cette nouvelle marque est due à une contrainte imposée par une loi italienne interdisant l'usage du préfixe Super dans les marques. En 1964, la composition du produit est entièrement révisée par Francesco Rivella , un chimiste ayant intégré la société en 1952. Il donne un nouveau souffle au produit : grâce à ses expérimentations, il remet au point la recette et la rebaptise Nutella (issu de « nut » en anglais ou de «nuss» en allemand pour évoquer la noisette, avec le suffixe «ella» pour la touche italienne,. En 2011, le site de Villers-Écalles devient le premier fabricant mondial de cette pâte à tartiner, avec 71 000 tonnes vendues.
La pâte à tartiner de marque Nutella n'apparaît aux États-Unis qu'en 1983. Sa diffusion est, dans un premier temps, cantonnée aux États du Nord-Est avant que la distribution ne s'étende à l'ensemble du pays. Le beurre de cacahuètes est, en effet, un produit concurrent au Nutella très implanté aux États-Unis.
En 2007, est créé le World Nutella Day (journée internationale du Nutella) par la blogueuse américaine Sara Rosso, cette journée célébrée depuis toutes les années le 5 février étant surtout relayée par Facebook et Twitter. Cette journée « est l'occasion pour les fans de la marque d'exprimer leur attachement » alors que l'image du produit « est régulièrement malmenée, en raison notamment de l'utilisation d'huile de palme ». En 2016, Rosso transmet le flambeau à Ferrero qui nomme une nouvelle ambassadrice, une étudiante en art de 21 ans, Chrissy Eckman, pour animer cet événement.

## Dénomination
Le terme Nutella vient de la dérivation du mot nut (noix en anglais) et du suffixe diminutif italien ella.
En italien, le genre de ce nom est féminin (on dit « la Nutella »). Le genre du mot « Nutella » en français fait débat. Cependant, la publicité officielle pour le produit mentionne « une tartine avec du Nutella ». L'utilisation de cet article rend de facto le mot Nutella masculin, même si Ferrero n'a jamais officiellement indiqué le genre du mot pour la langue française. En allemand, Ferrero précise que le mot « Nutella » n'a pas de genre, car il s'agit d'un nom de marque et que chacun est libre de choisir quel article (masculin, féminin ou neutre) employer.

## Composition
Pour des raisons techniques, il est temporairement impossible d'afficher le graphique qui aurait dû être présenté ici.

Proportion des différents ingrédients (Belgique, France et Suisse),, : 
- Sucre (51 %)
- Huile de palme (20 %)
- Noisettes (13 %)
- Lait écrémé en poudre (8,7 %)
- Cacao (7,4 %)

La composition exacte de cette pâte à tartiner diffère suivant le pays d'exportation. Cette différence a une influence sur le goût et la texture et tient compte de la législation concernant, notamment, le chocolat.
L'huile de palme et le sucre composent donc plus de 70 % du produit.
C'est en partant de constats similaires, et au vu de la consommation du produit, que l'Union européenne souhaite un étiquetage nutritionnel plus rigoureux.
Les ingrédients principaux nécessaires pour la fabrication de la pâte à tartiner de marque Nutella sont les suivants (par ordre décroissant de leur quantité dans la composition) :
- du sucre, extrait de betteraves sucrières issues principalement de plantations françaises[27] ;
- de l’huile de palme provenant de Malaisie, Papouasie-Nouvelle-Guinée, Indonésie et Brésil certifiée RSPO depuis 2014[28][29], mais dont la durabilité est mise en doute[30] ;
- des noisettes (13 %) provenant de Turquie, des côtes de la mer Noire et d’Italie ;
- du lait écrémé en poudre[19] (8,7 %), fabriqué en France et en Belgique[31] (une version vegan, entièrement végétale, dans laquelle le lait en poudre est remplacé par un sirop de riz et de pois chiches, est lancée en septembre 2024 dans trois pays européens[32]) ;
- du cacao maigre (7,4 %), fabriqué sur les sites de Stadtallendorf en Allemagne et d'Alba en Italie — les fèves de cacao crues proviennent d’Afrique de l’Ouest (Côte d’Ivoire, Ghana, Nigeria)[réf. nécessaire] ;
- de la lécithine issue du soja, additif alimentaire E322(ii) (émulsifiant permettant d'obtenir un mélange homogène)[33] ;
- de la vanilline de synthèse, utilisée comme arôme.

### Informations nutritionnelles
Informations nutritionnelles en France d'après le site Nutella.com.
|                          | Pour 100 g |
| ------------------------ | ---------- |
| Énergie                  | 2 252 kJ   |
| Énergie                  | 539 kcal   |
| Matière grasse           | 30,9 g     |
| dont acides gras saturés | 10,6 g     |
| Glucides                 | 57,5 g     |
| dont sucres              | 56,3 g     |
| Protéines                | 6,3 g      |
| Sel                      | 0,107 g    |

### Modifications
Fin 2017, une étude montre que la marque a modifié la composition du Nutella sans en informer les consommateurs pour y incorporer plus de lait en poudre (passée de 6,6 % ou 7,5 % en fonction des pays à 8,7 %). Face aux inquiétudes des consommateurs qui craignaient une diminution de la qualité du produit, l'entreprise a annoncé dans un communiqué de presse : « Concrètement en France, la quantité de noisettes, cacao, sucre et huile de palme reste inchangée. Les ajustements réalisés sont les suivants : substitution du lactosérum en poudre par une quantité équivalente (2,1 g /100 g du produit total) de lait écrémé en poudre ». La question reste en suspens dans les autres pays, où la quantité de cacao n'est pas clairement affichée sur le produit.

## Gamme

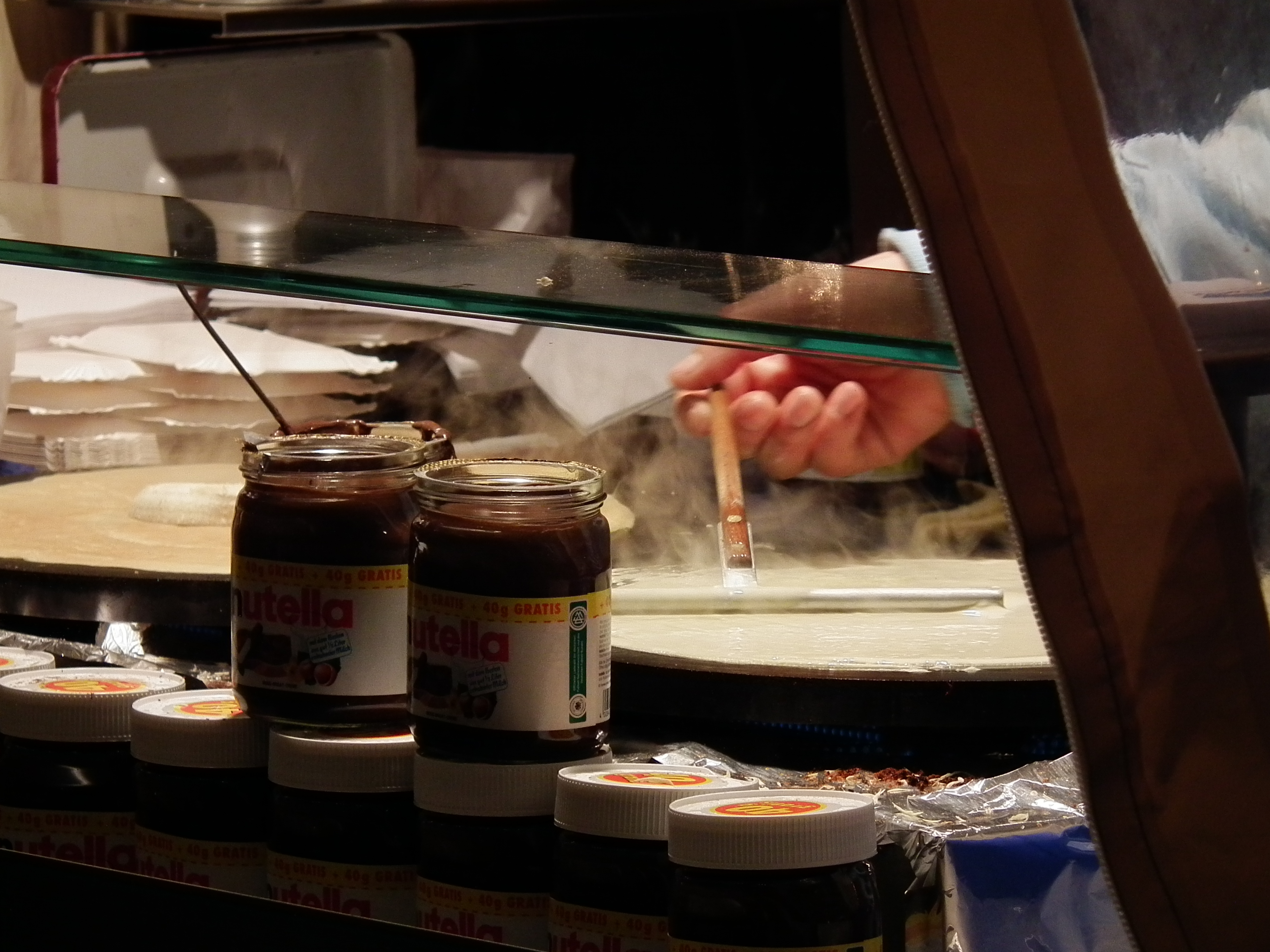
Un pot de taille plus importante utilisé dans une crêperie.

En Europe, la pâte à tartiner de marque Nutella est commercialisée :
- en barquettes de 15  ou   20 g essentiellement pour la restauration ;
- dans des petits pots en plastique de 30 g essentiellement pour la restauration ;
- dans des verres contenant 200 g, utilisables après consommation ;
- dans des pots en verre de 400 g, 630 g, 780 g, 825 g et 1 kg ; en 2020 en France, le seul pot de 1 kg représente 96 millions d'euros de chiffre d'affaires pour la marque[38]
- dans des pots en plastique de plusieurs kilos (pour les professionnels[39]).

Les pots de pâte à tartiner de marque Nutella commercialisés en Europe, au Moyen-Orient et en Afrique sont en verre avec des étiquetages spécifiques.
En Amérique du Nord, ce produit est conditionné dans des pots en plastique de 400  ou   750 g. Le pot de 950 g a fait aussi son apparition.
Occasionnellement, des conditionnements spéciaux en pots de 1,5 kg, 3 kg ou 5 kg célèbrent les fêtes de fin d'année, voire 30 grammes pour accrocher au sapin.
L'étiquetage classique est constitué d'une ou deux étiquettes papier mais, pour les fêtes de fin d'année, un habillage complet du pot par un manchon rétractable permet de changer l'aspect du produit.
Afin de se diversifier sur plusieurs marchés, Ferrero commercialise d'autres produits, déclinaison de ses marques phares, comme « Nutella B-Ready », les muffins Nutella ou encore « Nutella biscuits », un lancement en 2019 couronné de succès.

## Notoriété
La notoriété de Nutella est grande, si bien que de nombreuses autres pâtes à tartiner au chocolat et aux noisettes viennent essayer de concurrencer ce produit. Le premier argument de son succès venant en premier reste son goût inimité selon les consommateurs. Sa notoriété a également été à l'origine du nommage du protocole informatique Gnutella.

## Nutella dans le monde

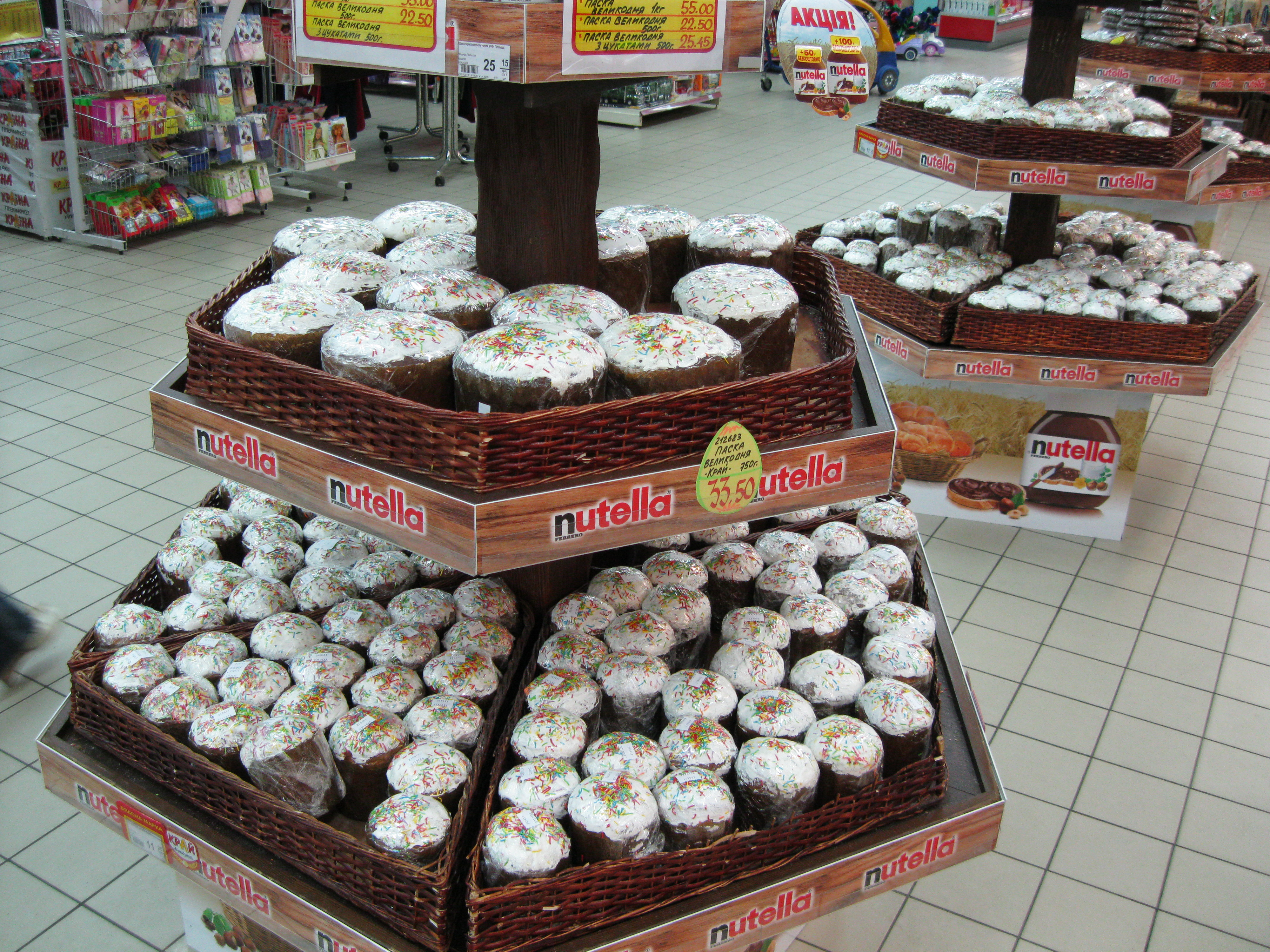
Pains de Pâques (Easter Bread) au Nutella vendus à Kiev en Ukraine.

Le 30 avril 2014, Nutella fête les 50 ans de la fabrication de son premier pot de pâte à tartiner.
Fabriquée à l'origine dans la seule usine Ferrero d'Alba, cette pâte à tartiner l’est maintenant dans 20 sites de transformation agroalimentaire répartis principalement en Europe, en Amérique du Nord et du Sud, et en Asie du Sud-Est. À partir de ces sites, Nutella est commercialisée, sous la même forme, en pots de verre ou de plastique (Australie ou Canada par exemple), dans plus de 100 pays à raison de 350 000 tonnes par an en 2014 pour un chiffre d'affaires de 1,7 milliard d'euros correspondant à 20 % de celui de Ferrero.

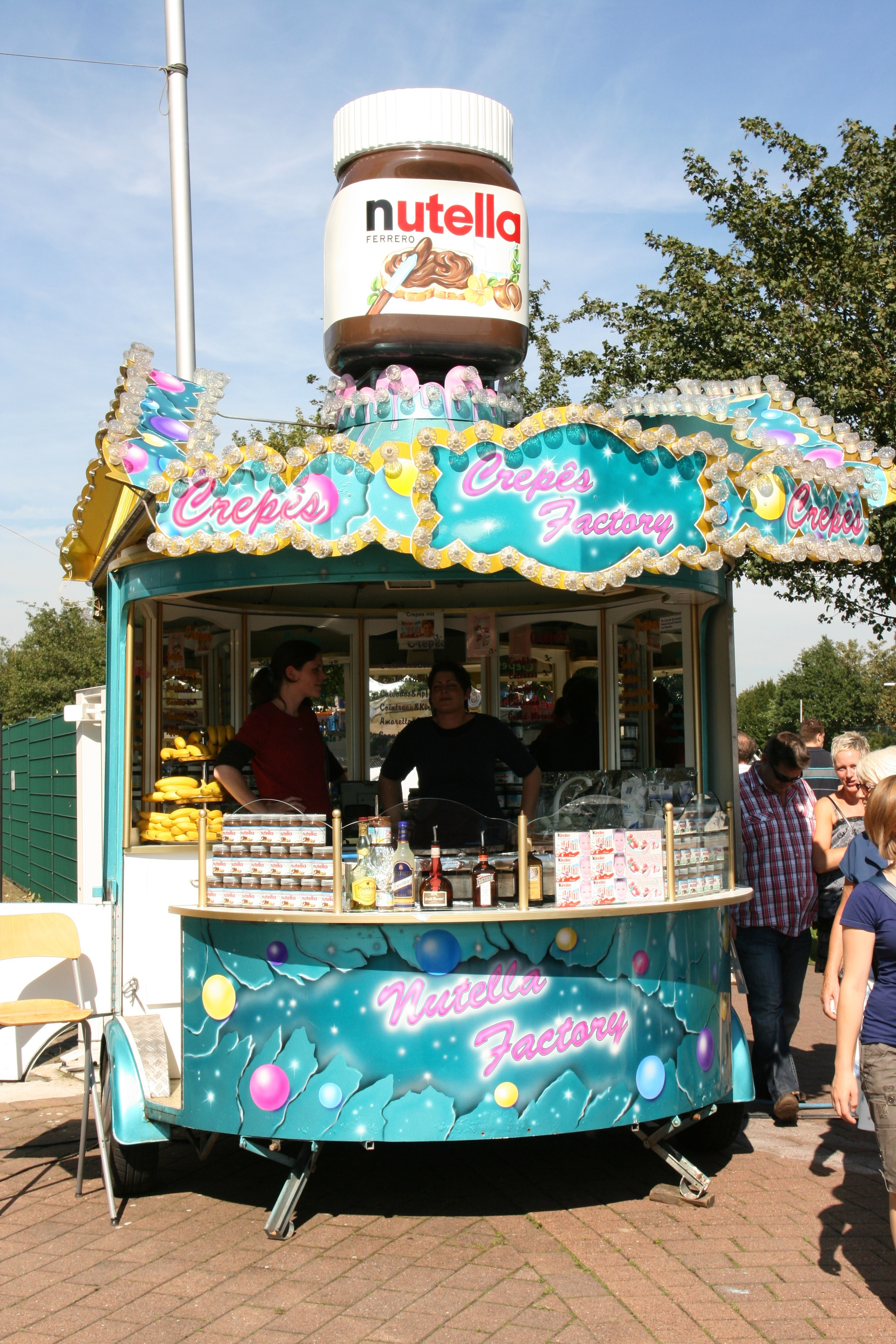
Crêperie à l'effigie de Nutella lors du carnaval de la ville de Datteln (Allemagne, 2012).

Afin de défendre son produit phare, suspecté par l'Autorité européenne de sécurité des aliments (EFSA) d'être cancérigène, Ferrero lance en 2017 une campagne de communication en Italie.

### En France
Les pots de Nutella commercialisés au sein du marché français sont fabriqués dans l'usine Ferrero de Villers-Écalles (Seine-Maritime), qui fabrique également des barres chocolatées de marque Kinder Bueno. Cette usine (employant plus de 380 salariés) est le premier site mondial de fabrication de Nutella. Il y est fabriqué plus de 600 000 pots par jour, soit un quart de la fabrication mondiale (chiffres de 2019), en augmentation par rapport à 2014,.
La France détient le record de consommation mondiale de Nutella en consommant 26 % du volume de fabrication mondial (qui est supérieur à 300 000 tonnes) ; les Français sont suivis par les Allemands et les Italiens. Plus de 70 000 tonnes sont écoulées chaque année générant le quart du chiffre d'affaires de Ferrero France. Mais les marges de l’entreprise sont mises à mal par la politique commerciale de Ferrero : la moitié du chiffre d'affaires de Nutella est réalisé lors de promotions. En complément, Nutella est la troisième marque en budget publicitaire, derrière Coca-Cola, et Kinder Bueno appartenant également à Ferrero.
En 2010, le Nutella détient 82 % des parts de marché de la pâte à tartiner en France puis en progression, 85 % deux ans plus tard. Entre 2013 et 2018, la marque a cependant décru jusqu'à atteindre 75 % de parts de marché à cause d'une dégradation de son image et l'essor d'une concurrence valorisant l'absence d'huile de palme et son engagement écologique, comme la Nocciolata du groupe Rigoni di Asiago, ; en 2020, c'est 70 %. Malgré tout, les multiples marques de distributeurs ou marques de produits chocolatés (Banania, Ovomaltine, Milka) n'occupent, chacune, qu'une part de marché anecdotique.
Quelque 80 % des personnes n'achètent pas de pâte à tartiner si la marque Nutella est indisponible. D'ailleurs, elle est décrite comme « une icône indétrônable des supermarchés ».

### Campagne publicitaire «Dites-le avec Nutella»
Dans le cadre de la célébration de ses 50 ans, Nutella lance en février 2015 une opération de personnalisation de ses étiquettes,. Cette opération publicitaire nommée « Dites-le avec Nutella » offre la possibilité aux consommateurs de remplacer le mot « Nutella » de l'étiquette par n'importe quelle expression de son choix.
Étant sujette à des critiques, l'entreprise Ferrero décide de bloquer certains mots ou expressions dérangeantes,. Elle édite elle-même une liste d'environ 750 termes, y compris sous différentes orthographes,,. « La marque a donc décidé pour se protéger d'interdire [des] mots polémiques » précise l'entreprise. Les thèmes principaux de cette liste sont par exemple la pornographie, la haine, la religion, l'Indonésie, la Malaisie, l'huile de palme,, l'obésité ou prise de poids avec un produit gras,, le terrorisme, la scatologie, les drogues, le sexe, les insultes,,. Nutella n'est pas la première marque à procéder de cette façon, Coca-Cola ayant fait de même quelque temps auparavant pour une opération similaire de personnalisation de ses bouteilles. Finalement, les internautes profitent de l'omission de certains mots pour détourner la campagne publicitaire,.

## Critiques
Si les critiques courantes restent « bien trop gras, beaucoup trop sucré, enrichi au marketing et au matraquage publicitaire »,, d'autres controverses apparaissent au cours des années : 

### Utilisation de l'huile de palme
Greenpeace critique aussi Ferrero, car cette dernière utilise essentiellement de l'huile de palme sans garantir qu'elle ne provient pas de cultures issues de la déforestation, qui est la cause de la menace de disparitions de nombreuses espèces animales, incluant l'orang-outan[source insuffisante]. Le groupe a néanmoins pris des mesures en assurant que 100 % de l’huile de palme utilisée dans le Nutella commercialisé en France est désormais certifiée durable RSPO CG, depuis 2014, venant de fermes anciennes n'entrainant pas de déforestation. Cependant, cette huile de palme dite « durable » est également critiquée, car elle est pourtant accusée de ne pas empêcher la déforestation, et aussi d'utiliser pour sa culture du paraquat. En réponse, le fabricant publie la liste de la centaine de ses fournisseurs d'huile de palme, afin d'éviter l'opacité reprochée par l'ONG. Pourtant, si la marque essuie les critiques sur les réseaux sociaux, « le boycott n'est pas une bonne solution » souligne Arnaud Gaufier de WWF France, le remplacement par le colza ou le soja obligeant à multiplier par dix les hectares nécessaires à la culture pour obtenir un rendement équivalent. De plus, un boycott laisserait la place à des entreprises moins scrupuleuses de leur image, alors que la consommation d'une marque reconnue tire le marché vers le haut par l'élaboration de standards de production.
En 2012, le Sénat français lance un débat sur la dangerosité de l'huile de palme, en souhaitant adopter un amendement dit « Nutella » (le sucre et l'huile végétale constituent plus de 60 % du produit fini de cette pâte à tartiner) qui prévoit d'augmenter de 300 % la taxe sur cet ingrédient. L'huile de palme, composée pour moitié d'acides gras saturés, est accusée d'avoir des effets nocifs sur la santé et sur l'environnement,. Les diététiciens soulignent malgré tout que « l'huile de palme, d'un point de vue strictement diététique, n'est pas pire qu'une autre huile végétale, il faut juste en consommer modérément. » En juillet 2013, le gouvernement Ayrault annonce ne pas soutenir cette proposition parlementaire. En juin 2015, la ministre de l'Environnement Ségolène Royal appelle au boycott de Nutella en raison de son utilisation de l'huile de palme. Cette polémique prend un tournant diplomatique entre la France et l'Italie et déclenche le soutien de Greenpeace pour la marque attaquée, si bien que la ministre doit présenter ses excuses,.
En 2020, Ferrero est classée première par le WWF pour ses efforts en matière d’approvisionnement en huile de palme durable et sans déforestation. Ferrero achète chaque année environ 200 000 tonnes d’huile de palme, soit 0,3 % de la production mondiale.

### Soupçons de phtalate
Fin 2009, une polémique écorne Nutella : sa pâte à tartiner contiendrait un plastifiant potentiellement dangereux pour l'équilibre endocrinien : le phtalate.
En réponse, Ferrero assure que les phtalates ne sont pas incorporés dans la composition du Nutella et que ses couvercles en plastique sont certifiés sans phtalates. La firme se défend en affirmant que les laboratoires Sofia à Berlin et Galab à Hambourg, qui ont confirmé la présence infime de phtalates dans le Nutella, relèvent un taux de 60 μg/kg en moyenne, une quantité équivalente, voire inférieure à celle contenue dans n’importe quel autre produit.

### Plainte aux États-Unis
En février 2011, une mère de famille américaine a porté plainte contre le groupe Ferrero pour publicité mensongère. Celle-ci a demandé à la justice fédérale américaine d'interdire notamment à Ferrero d'étiqueter le Nutella avec les mentions « bon pour la santé », « équilibré », « aidant les mamans à nourrir leurs enfants de céréales complètes », ou encore comme « un exemple de petit-déjeuner équilibré et savoureux ». La présence dans la recette d'environ 17,3 % d'huile de palme, riche en acide palmitique, un acide gras saturé et d'environ 55,2 % de sucre, fait du Nutella un produit favorisant les risques cardio-vasculaires.
D'autres personnes s'étant jointes à cette mère de famille, une action de groupe est intentée contre Ferrero pour publicité mensongère, laissant penser que le Nutella est bénéfique pour la santé alors que la pâte à tartiner est une « bombe calorique » (31 % de lipides et 56,4 % de glucides). Ferrero accepte de payer 3 millions de dollars (4 dollars par pot et jusqu'à 5 pots par client) dans un accord convenu en avril 2012. Cet accord impose également à Ferrero de modifier les étiquettes des pots de Nutella ainsi que ses campagnes commerciales, incluant les publicités télévisées et ses sites web,.
Ce problème est également soulevé en France au début des années 2010, où les diététiciens restent étonnés de la présentation du produit « comme faisant partie d'une alimentation équilibrés. » En réponse à tout cela, l'entreprise réoriente ses publicités vers un message « basé sur l'émotion et le plaisir ». Cela leur permet d'élargir leur cible de consommateur sans se concentrer sur les mères de famille ou développer des publicités positionnés uniquement sur l'enfance.

### Emploi d'enfants et de réfugiés en Turquie
Pour la fabrication du Nutella, le groupe Ferrero s’approvisionne en Turquie pour les noisettes, pays où il a implanté cinq usines. Une part importante des saisonniers est composée de réfugiés syriens ayant fui la guerre et le groupe terroriste Daech. Ils seraient 200 000, dont des enfants, à participer à la récolte à partir de la fin de l’été. Beaucoup d’entre eux n’ont pas de permis de travail, et donc ni contrat ni protection sociale, dans les milliers d'exploitations agricoles,,.
Selon l’ONG Fair Labor, les saisonniers travaillent chaque jour entre 11 et 12 heures, les jours non travaillés n’étant pas rémunérés. Les conditions de travail sont pénibles, mais également dangereuses, sur des terrains parfois très accidentés. Le salaire journalier est de 9 euros, dont les travailleurs doivent déduire la rémunération d’intermédiaires qui mettent en relation agriculteurs et saisonniers.

### Filmographie
- Le Nutella, documentaire télévisé de la série Karambolage, Arte